# Star Trek: Judgment Rites
Star Trek: Judgment Rites ist ein Adventure-Computerspiel mit Elementen eines Actionspiels, das von Interplay entwickelt und 1993 für PC-kompatibles DOS veröffentlicht wurde. Es stellt den Nachfolger zum im Vorjahr erschienen Star Trek: 25th Anniversary dar. 1996 erschien eine Version für Mac OS durch MacSoft. Wie beim Vorgänger erschien das Spiel zunächst auf Diskette mit einer vertonten CD-ROM-Fassung, die später folgte. Eine Sammleredition enthielt zudem noch eine digitalisierte Fassung der Fernsehfolge Griff in die Geschichte und Anstecknadeln sowie ein Making-of-Video mit Leonard Nimoy und Gene Roddenberry als Interviewpartner. Bei GOG.com und Steam wurde das Spiel 2015 mit vorkonfigurierter DOSBox wiederveröffentlicht.

## Spielprinzip
Wie der Vorgänger wählte man wieder das Episodenformat, wobei diese nun in einer Rahmenhandlung miteinander verwoben sind. Die Raumschiffsequenzen kommen ebenfalls erneut vor, wurden jedoch mit einem Schwierigkeitsgrad versehen und können auf dem leichtesten auch übersprungen werden.

## Entwicklung
Im Vergleich zum Vorgänger wurde die Performance optimiert. Anstatt die Raumschiffmodelle zu digitalisieren, wurde diesmal die gesamte Szenerie in 3D gerendert, was die Bildfrequenz erhöhte. Ladezeiten wurden optimiert, in dem die Dateien pro Episode anstelle in einer großen Spieldatei gelesen werden. Zudem wurde die Benutzbarkeit bei der Verwendung von Gegenständen erhöht.

## Rezeption
Der Aktuelle Software Markt attestierte, dass es sich um eine gelungene Fortsetzung handele, die sich sehr stark an Trekkies richte. Die Steuerung bleibe weiterhin umständlicher als in LucasArts-Titeln. PC Games ging sogar weiter und meinte, dass sich Judgement Rites auch gegen hochkarätige Titel von Sierra durchsetzen könne und auch für Adventure-Liebhaber geeignet sei, die keine Star Trek Liebhaber seien. Die Rätsel seien gut lösbar. Heinrich Lenhardt gab sich kritischer. Er bezeichnete Judgement Rites als geringfügige Verbesserung des Vorgängers. Die Adventure seien zwar etwas komplexer. Animationen blieben jedoch hölzern und die Bedienung fummelig. Es sei kein Meilenstein des Genres, aber ein solides Spiel. Herbert Aichinger von Play Time bemerkte, dass Grafik und Geräuschkulisse hier eher unwesentlich sind. Das Spiel verfüge über viel Charme, Leben und gut geschriebene Dialoge, die den Spieler eintauchen lassen. Volker Weitz von Power Play gab sich sehr kritisch: es fehlen technische Verbesserungen. Der Aufbau der Rätsel könne sich mit Day of the Tentacle nicht messen.